# All I Want for Christmas Is You
All I Want for Christmas Is You (Alles, was ich zu Weihnachten möchte, bist Du) ist ein modernes Weihnachtslied der US-amerikanischen Sängerin und Songschreiberin Mariah Carey und des Songwriters und Arrangeurs Walter Afanasieff. Es ist das zweite Stück auf Mariah Careys Album Merry Christmas, das sie zusammen mit Walter Afanasieff 1994 bei Columbia Records produzierte. Die Single ist mit geschätzten 16 Millionen Verkäufen weltweit das erfolgreichste Weihnachtslied, und eine der erfolgreichsten Singles aller Zeiten.
Der Text kreist um die zentrale Aussage: Ich möchte nicht viel zu Weihnachten. Es gibt nur eine Sache, die ich brauche, und das bist Du!
Es gibt zahlreiche Einspielungen und Arrangements des Songs, u. a. ein Duett mit Michael Bublé, sowie Coverversionen des Songs im englischsprachigen Raum und darüber hinaus. Im deutschsprachigen Raum existieren Versionen von Helene Fischer, Sandy Mölling, Sasha, Ella Endlich und Lena. In dem Song Not so Silent Night der deutschen Popsängerin Sarah Connor, der sich auf dem gleichnamigen Weihnachtsalbum von 2022 befindet, spielt die Sängerin auf das Lied an in den beiden Zeilen And Mariah still insists / I’m her only Christmas wish.

## Kommerzieller Erfolg

### Chartplatzierungen
Bei Erstveröffentlichung der Single war der Titel – außer in Großbritannien – nur mäßig erfolgreich. Erst mit Berücksichtigung von Downloads im Jahr 2007 schlug sich die Beliebtheit auch in Chartplatzierungen nieder. Nach der Berücksichtigung von Musikstreaming in den Singlecharts Mitte der 2010er Jahre konnte der Titel in mehreren Ländern eine neue Höchstplatzierung erreichen. Die Höchstplatzierung erfolgte in Deutschland im Dezember 2019, in der Schweiz im Dezember 2015 sowie in Österreich Mitte Dezember 2018. In den britischen BBC-Charts erreichte das Lied 26 Jahre nach seiner Veröffentlichung im Advent 2020 Platz eins.
Von GfK Entertainment wurde Ende 2016 bekanntgegeben, dass All I Want For Christmas an Heiligabend 2016 mit über 1,17 Millionen Streams den Rekord des am meist gestreamten Songs innerhalb eines Tages in Deutschland brach. Zudem ist es der erste Track, der an einem einzigen Tag über eine Million Mal gestreamt wurde. An Heiligabend 2017 konnte das Lied, nachdem zuvor seit dem 27. Mai 2017 Despacito von Luis Fonsi und Daddy Yankee den Rekord hielt, mit 1,8 Millionen Abrufen erneut die meisten Streams in Deutschland innerhalb eines Tages für sich verbuchen. Im Dezember 2021 erhielt die Single für eine Million verkaufte Einheiten eine zweifache Platin-Schallplatte in Deutschland, womit All I Want for Christmas Is You zu den meistverkauften Singles des Landes zählt.

#### Mariah Carey
| Periode   | Höchstplatzierung, GesamtwochenChartplatzierungen (Periode, Platzierungen, Wochen) | Höchstplatzierung, GesamtwochenChartplatzierungen (Periode, Platzierungen, Wochen) | Höchstplatzierung, GesamtwochenChartplatzierungen (Periode, Platzierungen, Wochen) | Höchstplatzierung, GesamtwochenChartplatzierungen (Periode, Platzierungen, Wochen) | Höchstplatzierung, GesamtwochenChartplatzierungen (Periode, Platzierungen, Wochen) |
| Periode   | DE                                                                                 | AT                                                                                 | CH                                                                                 | UK                                                                                 | US                                                                                 |
| --------- | ---------------------------------------------------------------------------------- | ---------------------------------------------------------------------------------- | ---------------------------------------------------------------------------------- | ---------------------------------------------------------------------------------- | ---------------------------------------------------------------------------------- |
| 1994/95   | DE24 (4 Wo.)DE                                                                     | —                                                                                  | —                                                                                  | UK2 (14 Wo.)UK                                                                     | —                                                                                  |
|           |                                                                                    |                                                                                    |                                                                                    |                                                                                    |                                                                                    |
|           |                                                                                    |                                                                                    |                                                                                    |                                                                                    |                                                                                    |
| 1999/2000 | —                                                                                  | —                                                                                  | —                                                                                  | —                                                                                  | US83 (1 Wo.)US                                                                     |
|           |                                                                                    |                                                                                    |                                                                                    |                                                                                    |                                                                                    |
|           |                                                                                    |                                                                                    |                                                                                    |                                                                                    |                                                                                    |
| 2006/07   | —                                                                                  | —                                                                                  | CH97 (1 Wo.)CH                                                                     | —                                                                                  | —                                                                                  |
| 2007/08   | DE18 (2 Wo.)DE                                                                     | AT11 (3 Wo.)AT                                                                     | CH31 (4 Wo.)CH                                                                     | UK4 (7 Wo.)UK                                                                      | —                                                                                  |
| 2008/09   | DE27 (5 Wo.)DE                                                                     | AT16 (6 Wo.)AT                                                                     | CH23 (4 Wo.)CH                                                                     | UK12 (7 Wo.)UK                                                                     | —                                                                                  |
| 2009/10   | DE28 (5 Wo.)DE                                                                     | AT19 (5 Wo.)AT                                                                     | CH18 (3 Wo.)CH                                                                     | UK18 (7 Wo.)UK                                                                     | —                                                                                  |
| 2010/11   | DE38 (5 Wo.)DE                                                                     | AT22 (5 Wo.)AT                                                                     | CH39 (4 Wo.)CH                                                                     | UK22 (6 Wo.)UK                                                                     | —                                                                                  |
| 2011/12   | DE24 (6 Wo.)DE                                                                     | AT17 (6 Wo.)AT                                                                     | CH30 (3 Wo.)CH                                                                     | UK11 (6 Wo.)UK                                                                     | US86 a (1 Wo.)US                                                                   |
| 2012/13   | DE29 (5 Wo.)DE                                                                     | AT16 (5 Wo.)AT                                                                     | CH27 (3 Wo.)CH                                                                     | UK20 (7 Wo.)UK                                                                     | US21 (3 Wo.)US                                                                     |
| 2013/14   | DE34 (5 Wo.)DE                                                                     | AT27 (4 Wo.)AT                                                                     | CH38 (3 Wo.)CH                                                                     | UK12 (7 Wo.)UK                                                                     | —                                                                                  |
| 2014/15   | DE17 (5 Wo.)DE                                                                     | AT16 (4 Wo.)AT                                                                     | CH17 (4 Wo.)CH                                                                     | UK16 (6 Wo.)UK                                                                     | US35 (3 Wo.)US                                                                     |
| 2015/16   | DE13 (5 Wo.)DE                                                                     | AT14 (4 Wo.)AT                                                                     | CH6 (5 Wo.)CH                                                                      | UK11 (6 Wo.)UK                                                                     | US11 (4 Wo.)US                                                                     |
| 2016/17   | DE5 (5 Wo.)DE                                                                      | AT8 (4 Wo.)AT                                                                      | CH5 (5 Wo.)CH                                                                      | UK5 (6 Wo.)UK                                                                      | US16 (5 Wo.)US                                                                     |
| 2017/18   | DE3 (5 Wo.)DE                                                                      | AT3 (5 Wo.)AT                                                                      | CH4 (5 Wo.)CH                                                                      | UK2 (8 Wo.)UK                                                                      | US9 (7 Wo.)US                                                                      |
| 2018/19   | DE2 (6 Wo.)DE                                                                      | AT1 (5 Wo.)AT                                                                      | CH1 (6 Wo.)CH                                                                      | UK2 (6 Wo.)UK                                                                      | US3 (6 Wo.)US                                                                      |
| 2019/20   | DE1 (6 Wo.)DE                                                                      | AT1 (6 Wo.)AT                                                                      | CH1 (6 Wo.)CH                                                                      | UK2 (6 Wo.)UK                                                                      | US1 (7 Wo.)US                                                                      |
| 2020/21   | DE1 (7 Wo.)DE                                                                      | AT1 (7 Wo.)AT                                                                      | CH1 (7 Wo.)CH                                                                      | UK1 (8 Wo.)UK                                                                      | US1 (7 Wo.)US                                                                      |
| 2021/22   | DE1 (7 Wo.)DE                                                                      | AT1 (7 Wo.)AT                                                                      | CH1 (7 Wo.)CH                                                                      | UK3 (8 Wo.)UK                                                                      | US1 (7 Wo.)US                                                                      |
| 2022/23   | DE1 (7 Wo.)DE                                                                      | AT1 (7 Wo.)AT                                                                      | CH1 (7 Wo.)CH                                                                      | UK1 (8 Wo.)UK                                                                      | US1 (7 Wo.)US                                                                      |
| 2023/24   | DE1 (8 Wo.)DE                                                                      | AT1 (7 Wo.)AT                                                                      | CH1 (8 Wo.)CH                                                                      | UK2 (8 Wo.)UK                                                                      | US1 (7 Wo.)US                                                                      |
| 2024/25   | DE1 (9 Wo.)DE                                                                      | AT1 (8 Wo.)AT                                                                      | CH1 (9 Wo.)CH                                                                      | UK2 (9 Wo.)UK                                                                      | US1 (6 Wo.)US                                                                      |
| Insgesamt | DE1 (107 Wo.)DE                                                                    | AT1 (98 Wo.)AT                                                                     | CH1 (94 Wo.)CH                                                                     | UK1 (140 Wo.)UK                                                                    | US1 (71 Wo.)US                                                                     |

| ChartsJahrescharts (2007)    | Platzierung |
| ---------------------------- | ----------- |
| Vereinigtes Königreich (OCC) | 99          |

| ChartsJahrescharts (2019)    | Platzierung |
| ---------------------------- | ----------- |
| Österreich (Ö3)              | 64          |
| Vereinigtes Königreich (OCC) | 84          |

| ChartsJahrescharts (2020)      | Platzierung |
| ------------------------------ | ----------- |
| Österreich (Ö3)                | 35          |
| Schweiz (IFPI)                 | 73          |
| Vereinigte Staaten (Billboard) | 67          |
| Vereinigtes Königreich (OCC)   | 53          |

| ChartsJahrescharts (2021)      | Platzierung |
| ------------------------------ | ----------- |
| Deutschland (GfK)              | 52          |
| Österreich (Ö3)                | 38          |
| Schweiz (IFPI)                 | 86          |
| Vereinigte Staaten (Billboard) | 78          |
| Vereinigtes Königreich (OCC)   | 37          |

| ChartsJahrescharts (2022)      | Platzierung |
| ------------------------------ | ----------- |
| Deutschland (GfK)              | 71          |
| Österreich (Ö3)                | 51          |
| Schweiz (IFPI)                 | 61          |
| Vereinigte Staaten (Billboard) | 65          |
| Vereinigtes Königreich (OCC)   | 36          |

| ChartsJahrescharts (2023)      | Platzierung |
| ------------------------------ | ----------- |
| Deutschland (GfK)              | 50          |
| Österreich (Ö3)                | 18          |
| Schweiz (IFPI)                 | 64          |
| Vereinigte Staaten (Billboard) | 55          |
| Vereinigtes Königreich (OCC)   | 29          |

| ChartsJahrescharts (2024)      | Platzierung |
| ------------------------------ | ----------- |
| Deutschland (GfK)              | 48          |
| Österreich (Ö3)                | 32          |
| Schweiz (IFPI)                 | 57          |
| Vereinigte Staaten (Billboard) | 54          |
| Vereinigtes Königreich (OCC)   | 50          |

| ChartsJahrescharts (2000–2009) | Platzierung |
| ------------------------------ | ----------- |
| Österreich (Ö3)                | 7           |

| ChartsJahrescharts (2010–2019) | Platzierung |
| ------------------------------ | ----------- |
| Vereinigtes Königreich (OCC)   | 77          |

#### Version von Michael Bublé
| Periode   | Höchstplatzierung, GesamtwochenChartplatzierungen (Periode, Platzierungen, Wochen) | Höchstplatzierung, GesamtwochenChartplatzierungen (Periode, Platzierungen, Wochen) |
| Periode   | DE                                                                                 | US                                                                                 |
| --------- | ---------------------------------------------------------------------------------- | ---------------------------------------------------------------------------------- |
| 2011/12   | —                                                                                  | US99 (1 Wo.)US                                                                     |
|           |                                                                                    |                                                                                    |
|           |                                                                                    |                                                                                    |
| 2019/20   | DE80 (1 Wo.)DE                                                                     | —                                                                                  |
| 2020/21   | DE80 (1 Wo.)DE                                                                     | —                                                                                  |
| Insgesamt | DE80 (2 Wo.)DE                                                                     | US99 (1 Wo.)US                                                                     |

### Auszeichnungen für Musikverkäufe
| Land/Region                  | Auszeichnungen für Musikverkäufe (Land/Region, Auszeichnung, Verkäufe)                   | Verkäufe   |
| ---------------------------- | ---------------------------------------------------------------------------------------- | ---------- |
| Australien (ARIA)            | 13× Platin                                                                               | 910.000    |
| Belgien (BRMA)               | Gold                                                                                     | 25.000     |
| Brasilien (PMB)              | Platin                                                                                   | 60.000     |
| Dänemark (IFPI)              | 6× Platin                                                                                | 540.000    |
| Deutschland (BVMI)           | 3× Platin                                                                                | 1.800.000  |
| Griechenland (IFPI)          | 2× Platin                                                                                | 40.000     |
| Italien (FIMI)               | 5× Platin                                                                                | 500.000    |
| Japan (RIAJ)                 | Diamant (Physisch) · + 2× Platin (Digital) · + Diamant (Ringtone) · + Gold (New Version) | 2.600.000  |
| Kanada (MC)                  | Diamant                                                                                  | 800.000    |
| Neuseeland (RMNZ)            | 5× Platin                                                                                | 150.000    |
| Norwegen (IFPI)              | 4× Platin                                                                                | 240.000    |
| Portugal (AFP)               | 3× Platin                                                                                | 30.000     |
| Schweden (IFPI)              | 11× Platin                                                                               | 880.000    |
| Spanien (Promusicae)         | 4× Platin                                                                                | 240.000    |
| Südkorea (KMCA)              | —                                                                                        | 94.215     |
| Vereinigte Staaten (RIAA)    | 16× Platin · + 2× Platin (Mastertone)                                                    | 18.000.000 |
| Vereinigtes Königreich (BPI) | 9× Platin                                                                                | 5.400.000  |
| Insgesamt                    | 2× Gold · 76× Platin · 4× Diamant ·                                                      | 32.289.215 |

| Land/Region                  | Auszeichnungen für Musikverkäufe (Land/Region, Auszeichnung, Verkäufe) | Verkäufe |
| ---------------------------- | ---------------------------------------------------------------------- | -------- |
| Dänemark (IFPI)              | Gold                                                                   | 45.000   |
| Italien (FIMI)               | Gold                                                                   | 35.000   |
| Vereinigtes Königreich (BPI) | Gold                                                                   | 400.000  |
| Insgesamt                    | 3× Gold ·                                                              | 480.000  |

### Auszeichnungen für Musikstreaming
Mariah Carey

| Land/Region     | Auszeichnungen für Musikverkäufe (Land/Region, Auszeichnung, Verkäufe) | Verkäufe    |
| --------------- | ---------------------------------------------------------------------- | ----------- |
| Dänemark (IFPI) | Platin                                                                 | 1.800.000   |
| Japan (RIAJ)    | Platin                                                                 | 100.000.000 |
| Insgesamt       | 2× Platin ·                                                            | 101.800.000 |

Hauptartikel: Mariah Carey/Auszeichnungen für Musikverkäufe